# Хто така Саманта?
«Хто така Саманта?» (англ. Samantha Who?) — американський телевізійний ситком, прем'єра якого відбулася на каналі ABC 15 жовтня 2007 — 23 липня 2009 року. Автори та продюсери серіалу — Сесілія Ахерн і Дональд Тодд. Попри високий рейтинг протягом першого сезону, у другому сезоні ситком втратив популярність та перегляди, і ABC скасував шоу в травні 2009 року, перш ніж інші сім епізодів були виключені з телевізійного розкладу 2008—2009.
Серіал виготовили компанії Brillstein Entertainment Partners і ABC Studios, виконавчими продюсерами стали Крістіна Епплгейт, Дональд Тодд, Пітер Трауготт, Боб Кушелл, Алекс Рейд і Марко Пеннет.

## Сюжет
Саманта Ньюлі (Крістіна Епплгейт) — успішна віцепрезидентка фірми з нерухомості, життя якої кардинально змінюється після трагічного нещасного випадку. Після аварії вона прокидається з ретроградною амнезією, не пам'ятаючи нічого про своє минуле. Поступово Саманта починає дізнаватися, що раніше вона була егоїстичною та неприємною людиною. Це відкриття шокує її і змушує переосмислити своє життя.
З новим бажанням змінити себе на краще, Саманта вирішує стати добрішою та співчутливішою. Вона намагається бути кращою дочкою для своїх неблагополучних батьків, Говарда (Кевін Данн) і Регіни (Джин Смарт), кращою подругою для егоцентричної Андреа (Дженніфер Еспозіто) і доброзичливої, але нужденної Дени (Мелісса Маккарті). Вона також прагне відновити стосунки зі своїм сусідом по кімнаті та колишнім хлопцем Тоддом (Баррі Вотсон).
Перетворення Саманти відбувається під уважним наглядом її швейцара Френка (Тім Расс), який з кривою усмішкою спостерігає, як «Стара Сем» змінюється на «Нову Сем». Серіал поєднує в собі елементи комедії та драми, розповідаючи про спроби головної героїні виправити свої помилки та знайти справжнє щастя в житті.

## Історія створення
Серіал, вироблений студіями ABC, Donald Todd Productions та Brillstein-Grey Television, офіційно отримав зелене світло та замовлення на тринадцять серій 11 травня 2007 року.
Спочатку серіал називався Sam I Am, поки ABC не перейменував його на Samantha Be Good через конфлікт із спадщиною доктора Сьюза. Пізніше TV Guide повідомив, що ABC знову змінив назву серіалу на Samantha Who? Ранні телевізійні промо-ролики серіалу, що обігрували концепцію амнезії головної героїні, з'явилися без зазначення конкретної назви. Відсутність зазначеної назви (замість неї показувався знак питання) пояснювалася тим, що персонаж Епплгейта не пам'ятає назву серіалу.

## Акторський склад
- Крістіна Епплгейт — Сем (Саманта) Ньюлі
- Дженніфер Еспозіто — Андреа Беладонна
- Кевін Данн — Говард Ньюлі
- Мелісса Маккарті — Дена
- Тім Расс — Френк
- Беррі Вотсон — Тодд Діплер
- Джин Смарт — Регіна Ньюлі
- Маккінлі Фрімен — Тоні Дейн